# Jack Hauser

Jack Hauser (2006)

Jack Hauser (* 9. Oktober 1958 als Gerhard Robert Hauser in Horn) ist ein in unterschiedlichen Sparten tätiger österreichischer Künstler. Er tritt gelegentlich unter dem kollektiven Pseudonym Luther Blissett auf.

## Leben
Hauser absolvierte die HBLVA für chemische Industrie in Wien. Im Anschluss an die Matura 1979 arbeitete er bis 1983 als Biochemiker. Zwischen 1983 und 1985 studierte er Elektroakustische Musik an der Universität für Musik und darstellende Kunst Wien.
Zunächst drehte er von Kurt Kren und Peter Kubelka beeinflusste Experimentalfilme. Seit 1983 tritt Jack Hauser als Improvisationsmusiker in Erscheinung, von 1990 bis 1994 als Performer im Panta Rhei Theater. Seit 1989 schreibt er gemeinsam mit David Ender experimentelle Kriminalromane in der Tradition von Walter Serner. 1992 beginnt Hauser unter dem Namen EX.FILMWARE Filmperformances in Wohnzimmern und Salons mit speziell gebauten Film- und Projektorinstallationen zu inszenieren. 1994 war er Mitbegründer des Performance-Kollektivs Lux Flux. Von 1994 bis 1996 war er Mitglied des Improvisationsensembles ThoThmann Anlagen (unter anderem mit Kalle Laar und Zeitblom). Unter dem Titel „Der Name. Die Hülle. Das Abenteuer.“ gestaltet Jack Hauser bildnerische Arbeiten, die der Fantastik mit einer dokumentarischen Arbeitsweise als Synthese verpflichtet sind.
Er arbeitet unter anderem mit dem Künstler Markus Schinwald, der Tanzperformerin Sabina Holzer, dem Komponisten Karlheinz Essl und dem Künstlerduo Machfeld zusammen. 2022 wurde er mit dem Goldenen Ehrenzeichen für Verdienste um das Land Wien ausgezeichnet.

## Werkauswahl
- Banditengesänge, Super-8-Filme (1986–2006)

„Jack Hausers Banditengesänge sind eine Sammlung von Super-8-Filmen, die über einen Zeitraum von mehreren Jahren in verschiedenen Teilen der Welt gedreht wurden. Eine Filmspule, ein Bildausschnitt, ein take, ein Format; das sind die strengen Regeln dieses Bildfindungsunterfangens, aufgestellt an einem nicht ungewöhnlichen Ort, filmt die Kamera was das Leben durch ihre Linse spazieren lässt.“

- Jack Hauser, David Ender: Hembert Nora. In: Peter M. Hetzel (Hrsg.): Die Dritte Generation. Stories. Rowohlt, Reinbek bei Hamburg 1991, ISBN 978-3-499-42957-6, S. 101–147.
- David Ender, Jack Hauser: Hembert Nora. Edition selene, Wien 1996, ISBN 978-3-85266-024-0.
- David Ender, Jack Hauser: Miryam von Doren. Edition selene, Wien 2003, ISBN 978-3-85266-216-9.
- Karlheinz Essl: Improvisation über «Improvisation». Jack Hauser im Gespräch mit Karlheinz Essl. In: Dominik Schweiger, Michael Staudinger, Nikolaus Urbanek (Hrsg.): Musik-Wissenschaft an ihren Grenzen. Manfred Angerer zum 50. Geburtstag. Peter Lang, Frankfurt am Main 2004, ISBN 3-631-51955-9, S. 507 ff.
- David Ender, Jack Hauser: Der Name, die Hülle, das Abenteuer. Edition selene, Wien 2005, ISBN 978-3-85266-273-2.
- Jack Hauser: The Name. The Cover. The Adventure, Ausstellung im Kunstmuseum Lentos, Linz (2007)[5]
- Paul Sernine & Miss Coochie – mit Gewinnspiel, WUK, Wien (2008)[6]
- M1+1, in Zusammenarbeit mit Sabina Holzer, Anton Tichawa, Machfeld (2010)[7]
- Linz.Wohnung.Miryam.van.Doren.mobil, Ausstellung und Performance im Rahmen der Triennale Linz (2010)[8]
- INJECTION, transdisziplinäres  Labor mit Daniel Aschwanden et al. AIL Wien (2016)[9]
- durch:formen, Performance mit Sabina Holzer im Steinhaus Domenig (2018)[10]
- Zum kosmischen Loch, Installation/Performance mit Alfred Lenz und Stoffwechsel/Im_flieger in Wien (2020)[11]
- Die helfende Welt, 8-stündige Performance gemeinsam mit Markus Steinweg im Tanzquartier Wien (2023)[12]